# Jon Sable
Jon Sable Freelance – amerykańska seria komiksowa, rysowana przez Mike'a Grella. Pierwszy numer wyszedł w roku 1983.